# Isätra
Isätra är en by i Norrby socken i Sala kommun, belägen några få kilometer öster om Sala, i och vid Upplands västra gräns. 
Isätra omtalas i skriftliga handlingar första gången 1370 ('i Ysætrom') då kung Albrekt överlät två örtugsland jord förbrutet gods i byn till Sten Stenson (Bielke). 1379 var två bönder i byn fastar vid Simtuna häradsting och 1492 var en av byns bönder nämndeman vid häradsrätten. Under 1500-talet omfattar byn 5 mantal skatte. Gårdarna anges 1563 som bergsmanshemman.

## Byn
Landskapet kring byn är relativt slätt bestående omväxlande av öppen åkermark och med grandominerad blandskog bevuxen skogsmark. 
I byn ingår två större sammanhängande åkermarksområden, dels det kring den centrala bebyggelsen och dels det cirka en kilometer öster om den centrala bebyggelsen belägna utägan benämnd Myran, samt fyra större åtskilda sammanhängande skogsmarksområden, Västra skogen i väster, Norra skogen i norr, Södra skogen i anslutning till utägan Myran och den friliggande Östra skogen längst i öster oftast benämnd Ovanskogen. 
Större delen av byn är belägen på 55-85 meters höjd över havsytan med Högspjuten som den högsta punkten på 88,4 meters höjd belägen på den östliga skogen och den lägsta på cirka 53 meters höjd längst västerut. 
Västra skogen är belägen på 55-65 meters höjd, Norra på 60-70 meters höjd, större delen av Östra på 80-85 meters höjd och Södra på 55-75 meters höjd med Hoberget med 75 meters höjd som högsta punkt. 
Byn är genomfluten i öst-västlig riktning av Isätrabäcken som delvis har sina källor i byns Östra skogen och lämnar byn i det västliga hörnet för att ansluta till Sagån söder om Sala efter att ha passerat byn Sörby. För avvattning av byns och angränsande byars marker ansluter förutom ett naturligt flöde, benämnt Kattbäcken, även ett antal grävda diken. 

## Vägar och järnvägar
I väst-östlig riktning genomkorsas och delas byn av de parallella järnvägen och riksväg 72 från Sala mot öster. Byn innehåller dessutom av ett antal samfällighetsägda grusvägar som ansluter såväl byns fastigheter som angränsande byar till riksvägen. Inom byns skogsområden finns även ett antal samfällighetsägda skogsbilvägar. 